# Росалінда
«Росалінда» (ісп. Rosalinda) — мексиканський телесеріал 1999 року у жанрі драми, мелодрами, який створила компанія Televisa. В головних ролях — Талія, Фернандо Каррильо, Лупіта Феррер, Нора Салінас, Анхеліка Марія, Лаура Сапата, Естер Рінальді, Адріана Фонсека. Перша серія вийшла в ефір 1 березня 1999 року. Серіал має 1 сезон. Завершився 80-м епізодом, який вийшов у ефір 18 червня 1999 року. Продюсер серіалу — Сальвадор Мехія. Серіал є адаптацією венесуельського серіалу «Марія Тереса», 1972 року.

## Сюжет
Двадцятьма роками раніше подій, які відображені в цій теленовелі, Соледад, щоб захистити свого чоловіка Альфредо, бере на себе провину за вбивство його шурина. Вже у в'язниці у неї народжується дівчинка. Соледад віддає дитину (Росалінду) на виховання своїй сестрі Долорес, у якій незадовго до цього помирає новонароджена дочка. Росалінда зростає в будинку тітки, вважаючи її своєю матір'ю, а дочок Долорес — Федру та Люсі і сина Бето, рідними сестрами та братом. Чоловік Долорес, Хав'єр, також не знає, що Росалінда не доводиться йому дочкою. І лише на смертному одрі дружина розповідає йому, що Росалінда — не його донька, але перш, ніж встигає все пояснити, вмирає. Хав'єр відчуває себе обдуреним — він впевнений, що дружина була йому невірна. Час йде, і Росалінда перетворюється на прекрасну, дивовижно красиву дівчину. Вона працює у квітковому магазині. Одного разу, доставляючи замовлення в один з ресторанів міста, вона знайомиться з піаністом Фернандо Хосе. Молоді люди з першого погляду закохуються одне в одного. Однак Росалінда навіть не підозрює, що насправді її коханий з багатої сім'ї, і працює адвокатом в престижній фірмі, а музика для нього лише хобі. І це лише перша таємниця зі списку багатьох, які незабаром відкриються Росалінді. Доля підготувала молодим закоханим багато неприємних сюрпризів. Їх любов не одноразово піддасться суворим випробуванням.

## Актори та ролі
| Актор                  | Роль                                    |
| ---------------------- | --------------------------------------- |
| Талія                  | Розалінда Перес Ромеро                  |
| Фернандо Каррильо      | Фернандо Хосе Альтамірано Дель Кастільо |
| Лупіта Феррер          | Валерія Дель Кастільо                   |
| Нора Салінас           | Федра Перес Ромеро                      |
| Анхеліка Марія         | Марта Соледад Ромеро                    |
| Лаура Сапата           | Вероніка Дель Кастільо де Альтамірано   |
| Естер Рінальді         | Абріль Вальдес                          |
| Адріана Фонсека        | Лусія «Люсі» Перес Ромеро               |
| Мануель Саваль         | Альфредо Дель Кастільо                  |
| Мігель Анхель Родрігес | Хав'єр Перес                            |
| Рене Муньос            | Абуело Флорентіно Росас                 |
| Хорхе да Сільва        | Альберто «Бето» Перес Ромеро            |
| Паті Діас              | Кларіта Мартінес                        |
| Нінон Севілья          | Асунсьйон                               |
| Рауль Паділья          | Боніфачо                                |
| Рената Флорес          | Зоїла Барріга                           |
| Віктор Нор'єга         | Алехандро «Алекс» Дорантес              |
| Ельвіра Монселл        | Берта Альварес                          |
| Анастасія              | Альсіра Ордоньєс                        |
| Едуардо Луна           | Анібал Рівера Пачеко                    |
| Роберто "Флако" Гусман | Франсіско Кіньонес                      |
| Мехе Барба             | Ангустіас                               |
| Серхіо Рейносо         | Агустін Моралес                         |
| Гільєрмо Гарсіа Канту  | Хосе Фернандо Альтамірано               |
| Єва Кальво             | Урсула Вальдес                          |
| Тіна Ромеро            | Долорес Ромеро де Перес                 |
| Мілагрос Руеда         | Селіна Барріга (№1)                     |
| Івонна Монтеро         | Селіна Барріга (№2)                     |
| Сабіна Мусьє           | Крістіна                                |

## Сезони
| Сезон | Епізоди | Епізоди | Оригінальний показ | Оригінальний показ | Оригінальний показ |
| Сезон | Епізоди | Епізоди | Перший показ       | Останній показ     | Мережа             |
| ----- | ------- | ------- | ------------------ | ------------------ | ------------------ |
| 1     | 80      | 80      | 1 березня 1999     | 18 червня 1999     | Las Estrellas      |

## Аудиторія
| Країна трансляції | Сезон | Розклад       | Серії | Перший ефір    | Перший ефір | Останній ефір     | Останній ефір | Середній бал |
| Країна трансляції | Сезон | Розклад       | Серії | Дата           | Дата        | Дата              | Дата          | Середній бал |
| ----------------- | ----- | ------------- | ----- | -------------- | ----------- | ----------------- | ------------- | ------------ |
| Мексика           | 1     | 21:15 — 22:15 | 80    | 1 березня 1999 | 29,2        | 18 червня 1999    | 33,1          | 28,53        |
| Бразилія          | 1     | 17:45 — 18:45 | 81    | 23 липня 2001  | 11          | 12 листопада 2001 | 12            | 10,85        |

## Версії
| Рік  | Країна    | Українська назва | Оригінальна назва | Кількість | Кількість | В головних ролях                                 | Компанія                 | Канал       |
| Рік  | Країна    | Українська назва | Оригінальна назва | сезонів   | серій     | В головних ролях                                 | Компанія                 | Канал       |
| ---- | --------- | ---------------- | ----------------- | --------- | --------- | ------------------------------------------------ | ------------------------ | ----------- |
| 1972 | Венесуела | Марія Тереса     | María Teresa      | 1         | 186       | Лупіта Феррер, Хосе Бардіна                      | Venevision               | Venevision  |
| 1987 | Венесуела | Весна            | Primavera         | 1         | 221       | Джіджі Санчетта, Фернандо Каррильо, Карлота Соса | Radio Caracas Television | RCTV        |
| 1993 | Венесуела | Росанхеліка      | Rosangélica       | 1         | 125       | Віктор Камара, Соня Сміт, Лупіта Феррер          | Venevision               | Venevision  |
| 2009 | Філіппіни | Росалінда        | Rosalinda         | 1         | 105       | Карла Абеллана, Джефф Айгенман                   | GMA Entertainment TV     | GMA Network |

## Нагороди та номінації
| Рік  | Премія                  | Категорія                   | Номінант               | Результат |
| ---- | ----------------------- | --------------------------- | ---------------------- | --------- |
| 2000 | Premios TVyNovelas 2000 | Найкраща акторка — злодійка | Лупіта Феррер          | Номінація |
| 2000 | Premios TVyNovelas 2000 | Найкраща перша акторка      | Анхеліка Марія         | Номінація |
| 2000 | Premios TVyNovelas 2000 | Найкращий перший актор      | Роберто «Флако» Гусман | Номінація |
| 2000 | Premios TVyNovelas 2000 | Кращий актор другого плану  | Мануель Саваль         | Номінація |
| 2000 | Premios TVyNovelas 2000 | Найкраща молода акторка     | Івонна Монтеро         | Номінація |
| 2000 | Premios TVyNovelas 2000 | Найкраще чоловіче відкриття | Хорхе да Сільва        | Номінація |